# Чёрная вдова (Елена Белова)
Елена Белова / Чёрная вдова (англ. Yelena Belova / Black Widow) — вымышленный персонаж, появляющийся в американских комиксах издательства Marvel Comics. Елена Белова стала второй героиней современной эпохи комиксов, носившей позывной «Чёрная вдова». Она была создана Девином К. Грейсоном и Дж. Дж. Джонсом и впервые появилась в комиксе «Нелюди. Том 2» №5 (март 1999 года). Елена стала шпионом и убийцей, обучаясь в Красной Комнате. Первоначально являлась врагом Наташи Романофф, пыталась убить её, но позже они стали союзниками. Елена Белова также была агентом организаций «Щ. И. Т.», «Авангард» и «ГИДРА», из-за действий последней Белова стала Супер-Адаптоидом. Будучи Супер-Адаптоидом, Белова была одним из членов Высшего совета А. И. М.. Она вернула свой первоначальный позывной «Чёрная вдова» в 2017 году.
Флоренс Пью исполняет роль Елены Беловой в кинематографической вселенной Marvel, начиная с фильма «Чёрная вдова» (2021) и телесериала «Соколиный глаз» (2021) на Disney+.

## История публикаций
Елена Белова, второй персонаж современной эпохи комиксов с позывным «Чёрная вдова» после Наташи Романовой, изначально была представлена как шпионка ГРУ. Она мельком появилась в комиксе «Нелюди. Часть 2» #5 (март 1999 года), а полностью дебютировала в мини-серии комиксов «Чёрная вдова» линейки «Рыцари Marvel» 1999 года. Вторая мини-серия, также названная «Чёрная вдова», с участием Наташи Романофф и Сорвиголовы, вышла в 2001 году. В 2002 году Елена Белова получила сольную мини-серию комиксов, названную «Чёрная вдова: Бледный паучок» и созданную для взрослой аудитории комиксов Marvel MAX. Комиксная арка, выходившая с июня по август 2002 года, была создана писателем Грегом Рука и художником Игорем Кордеем. Эта история стала воспоминанием Беловой о событиях, превративших её в новую Чёрную вдову до комикса о Нелюдях.

## Биография
Елена Белова — шпионка и убийца, которую тренировали в Красной комнате также, как обучали Наташу Романофф, первую Чёрную вдову. Родилась в Москве, Советская Россия. В 15 лет была завербована в ГРУ. После смерти своего наставника Петра Васильевича Старковского Белова становится новой Чёрной вдовой и проводит расследование. Она задерживает и устраняет его убийцу, не подозревая, что убийство Старсковского и расследование были испытанием, чтобы Белова приняла себя как новую Чёрную вдову. Считая себя полноправным преемником звания «Чёрная вдова», Елена с энтузиазмом решается на миссию, во время которой она сталкивается с Наташей, хотя их столкновение не приводит к решающей битве. Наташа называет Елену «малышкой» и «русской» и призывает её найти в себе то, что делает её особой личностью, а не слепо посвящать себя своей нации. Позднее Наташа подвергает Елену жестоким манипуляциям, чтобы разрушить иллюзии последней насчёт позывного «Чёрная вдова» и научить её реалиям шпионской жизни. В итоге Белова сбегает на Кубу, где становится успешной бизнес-леди и моделью.
Однако она была завербована шпионским агентством Щ.И.Т. и стала участвовать в добыче агентством вибраниума в антарктических Диких землях. Вскоре после этого она едва выживает после нападения Саурона, получая сильные ожоги, и впоследствии она получает предложение отомстить Новым Мстителям и агентству Щ.И.Т..
Террористическая организация «Гидра» изменила генетический код Беловой после того, как она серьёзно пострадала во время столкновения с новыми Мстителями в Диких землях. «Гидра» завербовала её с перспективой мести и после того, как получила технологии «А. И. М.», перенесла разум Беловой в новую версию Супер-Адаптоида. Новое тело Беловой внешне было похоже на неё саму, но затем Белова-Адаптоид начала поглощать силы других героев, после чего её тело изменилось и стало жёлтым. Обладая способностью копировать способности Новых Мстителей, она начала с ними битву. Тони Старк задействует 49 своих железных костюмов, а Белова поглощает Пустоту внутри Часового и все его силы и энергию. В итоге, Белова-Адаптоид повержена, а Гидра отключает её, используя дистанционный механизм самоуничтожения.
Белова возвращается в комиксах, работая в группе быстрого реагирования «Авангард».
Во время сюжетного комикс-кроссовера «Тёмное правление» Квазимодо по просьбе Нормана Осборна изучал Елену Белову. Белова присоединилась к команде Осборна Громовержцы. Однако в конечном итоге выяснилось, что на самом деле это была Наташа Романова, действовавшая под прикрытием как двойной агент Ника Фьюри. Наташе казалось, что она одета как Елена, по указу Фьюри ей необходимо было найти Осборна и внедриться к Громовержцам. Однако Осборн признался Романофф, что обманом заставил её принять внешность Беловой, чтобы заставить Наташу сделать за него грязную работу. После побега Наташи Осборн рассказал Бичу Преисподней, что Елена на самом деле находится в стазисе и предупредил его, что Елена может заменить его в команде.
Позже члены организации «А. И. М.» помогают Елене выйти из стазиса и выдвигают женщину-Адаптоида в Высший совет «А. И. М.» (наряду с Эндрю Форсоном, Гравитоном, Джудом-Энтропийным человеком, Менталло, Суперией и Таскмастером под прикрытием) в качестве государственного министра в Багалии (стране, населенной суперзлодеями).
В арке комиксов «Секретная империя» сначала от рук двойника Капитана Америки, созданного Гидрой, погибает первая Чёрная вдова, а затем и Елена Белова терпит поражение от настоящего Капитана Америки. Белова решает снова стать Чёрной вдовой в честь покойной Наташи. Чтобы способствовать восстановления мира после хаоса Гидры, Елена отправляется на задания по ликвидации генералов и остатков Гидры, что привлекает внимание бывших возлюбленных Наташи, Зимнего солдата и Соколиного глаза.

## Силы и способности
Чёрная вдова находится на пике физической формы. Она также имеет обширную военную, боевую и шпионскую подготовку.
Елена Белова стала Супер-Адаптоидом после инъекции материала, синтезированного из оригинального Супер-Адаптоида. Она могла быстро поглотить или скопировать силы многих героев таких, как Люк Кейдж, Железный человек, Мисс Марвел, Часовой, Человек-паук, Женщина-паук и Росомаха.

## Вне комиксов

### Киновселенная Marvel
- Флоренс Пью исполнила роль Елены Беловой в фильме киновселенной Marvel «Чёрная вдова» (2021)[22][23].
- Пью повторила роль Беловой в сериале киновселенной Marvel «Соколиный глаз»[24][25].
- Пью вернётся к роли Елены Беловой / Чёрной вдовы в предстоящем фильме «Громовержцы» (2025)[26].

### Телевидение
- Джули Натансон озвучила Елену Белову в анимационном сериале «Мстители, общий сбор!» (2013-2019)[27]. Она впервые появилась в третьем сезоне «Революция Альтрона» как второе воплощение Чёрной вдовы после того, как Барон Штрукер возобновил действие программ «Красная комната» и «Зимний солдат». В серии «Раздвоение» Белова собирается похитить Брюса Бэннера и привезти его на сибирскую базу Штрукера, чтобы тот смог превратить его в Зимнего Халка. Однако тогдашняя Чёрная вдова Наташа Романофф вмешивается в ситуацию и борется с Еленой, узнав об её участии в планах Штрукера. Капитан Америка, Железный человек и Чёрная вдова побеждают Елену, Штрукера и Зимнего Халка, но Беловой удаётся сбежать[28]. Елена Белова вновь появляется в четвёртом сезоне «Секретных войн», теперь уже в образе Алой вдовы. В серии «Побег» Белова, Зарда и Тифозная Мэри пытаются сбежать из тюрьмы «Убежище», но их останавливают Капитан Марвел и Оса. В серии «Почему я ненавижу Хэллоуин» Алая вдова и Кроссбоунс должны спасти бывшего учёного «Гидры» Уитни Фрост от Соколиного глаза. Но после бегства от армии вампиров Дракулы злодеев задерживают Мстители. В последней серии мультсериала «Дом М» Белова / Алая вдова вместе с Красным Черепом, Кроссбоунсом и Тифоидной Мэри сражается с Мадам Маской и Мстителями.

### Видеоигры
- В версии игры «Marvel: Ultimate Alliance» для портативной консоли PlayStation Portable присутствует костюм Елены Беловой как Чёрной вдовы[29].
- Елена Белова появляется в игре «The Punisher: No Mercy» как агент организации «Щ. И. Т.»[30].
- В видеоигре «Marvel Avengers Alliance» Елена Белова / Тёмная вдова является второстепенным боссом[31].
- Елена Белова также появляется как второстепенный босс и разблокированный персонаж в игре «Marvel Puzzle Quest»[32]. Позже её образ был переработан в соответствии с внешностью Флоренс Пью, которая играет героиню в фильме «Чёрная вдова»[33].
- В игре «Marvel Heroes» костюм Елены Беловой является альтернативной версией костюма Наташи Романофф[34].
- Елена Белова задействована в игре Marvel: Future Fight как персонаж секции, посвящённой выходу фильма «Чёрная вдова».

### Анимированные комиксы
- ДжоЭллен Анклем озвучила Елену Белову / Чёрную вдову в комиксе «Рыцари Marvel — Женщина-паук: Агент М.Е.Ч.а»[27].
- Сара Эдмондсон озвучила Елену Белову в комиксе «Рыцари Marvel: Нелюди»[27].

### Книги
Елена Белова появляется в книге «Новые Мстители: Побег», написанной Алисой Квитни. В книге Елена — бывшая подруга и соседка Наташи Романофф по программе «Красная комната». Присоединившись к фракции сепаратистов «Щ. И. Т.а», она вступает в конфликт с Наташей и остальными Мстителями, наблюдая за тайной добычей полезных ископаемых в Диких землях.